# Conversion d'électricité en gaz
La conversion d'électricité en gaz (en anglais : power to gas, P2G ou PtG) est un procédé de transformation de l’énergie électrique en énergie chimique. La principale application de ce procédé est la valorisation de l'électricité excédentaire (quand la production dépasse la demande ou les capacités de flexibilité du système électrique) sous une forme stockable à moyen et long terme. La conversion repose sur l'électrolyse d'eau par de l'électricité pour produire du dihydrogène, ou sur la réaction de méthanation pour produire du méthane (parfois dit Hithane) via la réaction de Sabatier avec le dioxyde de carbone.
Le gaz produit est utilisé sur place ou injecté dans les réseaux existants (de distribution ou de transport de gaz naturel) permettant ainsi son stockage, son transport et sa valorisation par mélange avec le gaz naturel.
En particulier, les énergies renouvelables (éolien, photovoltaïque) étant intermittentes, leur intégration aux réseaux électriques nécessite d'absorber leurs surplus de production d'électricité. Le problème est d'autant plus important qu'elles doivent représenter une part significative du mix électrique à l'horizon 2030, en France, qui s’est fixé l’objectif de porter la part des énergies renouvelables à 32 % de la consommation finale brute en énergie par la loi du 17 août 2015 relative à la transition énergétique pour la croissance verte, comme en Allemagne et au Danemark, fortement impliqués dans la transition énergétique. La conversion de l'électricité excédentaire en un autre vecteur énergétique, puis sa restitution, est l'une des solutions à ce problème[réf. nécessaire]. Un atout de la conversion en gaz est que le réseau de gaz existe déjà ; aucune infrastructure nouvelle n'est à construire.
Ce procédé est ainsi promu par plusieurs études de transition énergétique, dont en France les scénarios « négaWatt 2017 », l'avis du Conseil économique, social et environnemental de juin 2015, le rapport Visions 2030-2050 de l’ADEME en 2013 et GrDF.

## Production de gaz
L'électrolyse de l'eau permet de séparer les atomes d'oxygène et d'hydrogène de la molécule d'eau. Le dihydrogène produit peut être utilisé sans transformation, ce qui garantit le meilleur rendement[réf. nécessaire].

Diagramme de la production durable de méthane (en anglais).

Toutefois, le dihydrogène requiert des mesures de sécurité particulières, du fait de sa très grande inflammabilité en présence de dioxygène, et son stockage requiert d'utiliser des matériaux peu poreux pour éviter toute fuite[source insuffisante]. Pour simplifier son stockage et réduire son inflammabilité, il peut être converti en méthane par une réaction de méthanation qui consiste à associer du CO2 au dihydrogène pour former du méthane de synthèse.
Tant le dihydrogène que le méthane peuvent être utilisés comme carburant, combustible ou reconvertis en électricité par cogénération ou pile à combustible. À chaque conversion, une partie de l'énergie électrique initiale est perdue (voir tableau ci-dessous).
| Transformation                                                          | Rendement (%) | Remarque                                                             |
| ----------------------------------------------------------------------- | ------------- | -------------------------------------------------------------------- |
| Courant électrique → Gaz                                                |               |                                                                      |
| Hydrogène                                                               | 54–72         | comprimé à 200 bar                                                   |
| Méthane (SNG)                                                           | 49–64         | comprimé à 200 bar                                                   |
| Hydrogène                                                               | 57–73         | comprimé à 80 bar (réseau de gaz)                                    |
| Méthane (SNG)                                                           | 50–64         | comprimé à 80 bar (réseau de gaz)                                    |
| Hydrogène                                                               | 64–77         | sans compression                                                     |
| Méthane (SNG)                                                           | 51–65         | sans compression                                                     |
| Courant électrique → Gaz → Courant électrique                           |               |                                                                      |
| Hydrogène                                                               | 34–44         | comprimé à 80 bar transformé à 60 % en courant                       |
| Méthane (SNG)                                                           | 30–38         | comprimé à 80 bar transformé à 60 % en courant                       |
| Courant électrique → Gaz → Courant électrique et Chaleur (cogénération) |               |                                                                      |
| Hydrogène                                                               | 48–62         | comprimé à 80 bar et Courant électrique/Chaleur à hauteur de 40/45 % |
| Méthane (SNG)                                                           | 43–54         | comprimé à 80 bar et Courant électrique/Chaleur à hauteur de 40/45 % |

Selon Jean-Marc Jancovici, la conversion courant électrique → gaz → courant électrique affiche un rendement qui ne saurait dépasser 30 %,, alors qu'il est supérieur à 75 % dans le cas du pompage-turbinage. Selon l'ADEME, il est de l’ordre de 25 %, voire 30 % en utilisant les meilleurs équipements actuels ; ces valeurs sont très inférieures au rendement du stockage électrochimique par accumulateurs ou batteries, qui est d'environ 70 %. Toutefois, selon les usages, l'une ou l'autre de ces deux solutions, ou une combinaison des deux, peut être plus avantageuse.
L'Oxford Institute for Energy Studies, de l'université d'Oxford, calcule ainsi le rendement de la chaîne énergétique : 25 % de pertes par électrolyse de l'eau, 10 % dans le transport et le stockage de l'hydrogène, puis « au moins » 50 % dans une centrale à cycle combiné ou 60 % dans une centrale à chaudière, soit un rendement total de 33 % et 27 % respectivement. Dit autrement, chaque kilowatt-heure pilotable ainsi produit requiert une production initiale de 3 à 3,7 kWh d'électricité.

## Utilisation du gaz de synthèse
Le méthane étant le composant majoritaire du gaz naturel, ce dernier peut être remplacé par le méthane issu du procédé power to gas partout, dans les marchés de l'industrie, de l'électricité, de la chaleur, des moteurs et de la mobilité.

### Cogénération, trigénération
Si le gaz de synthèse renouvelable (hydrogène ou méthane) est transformé en courant électrique dans le cadre de la cogénération, des rendements de 43 à 62 % sont possibles.

### Mobilité

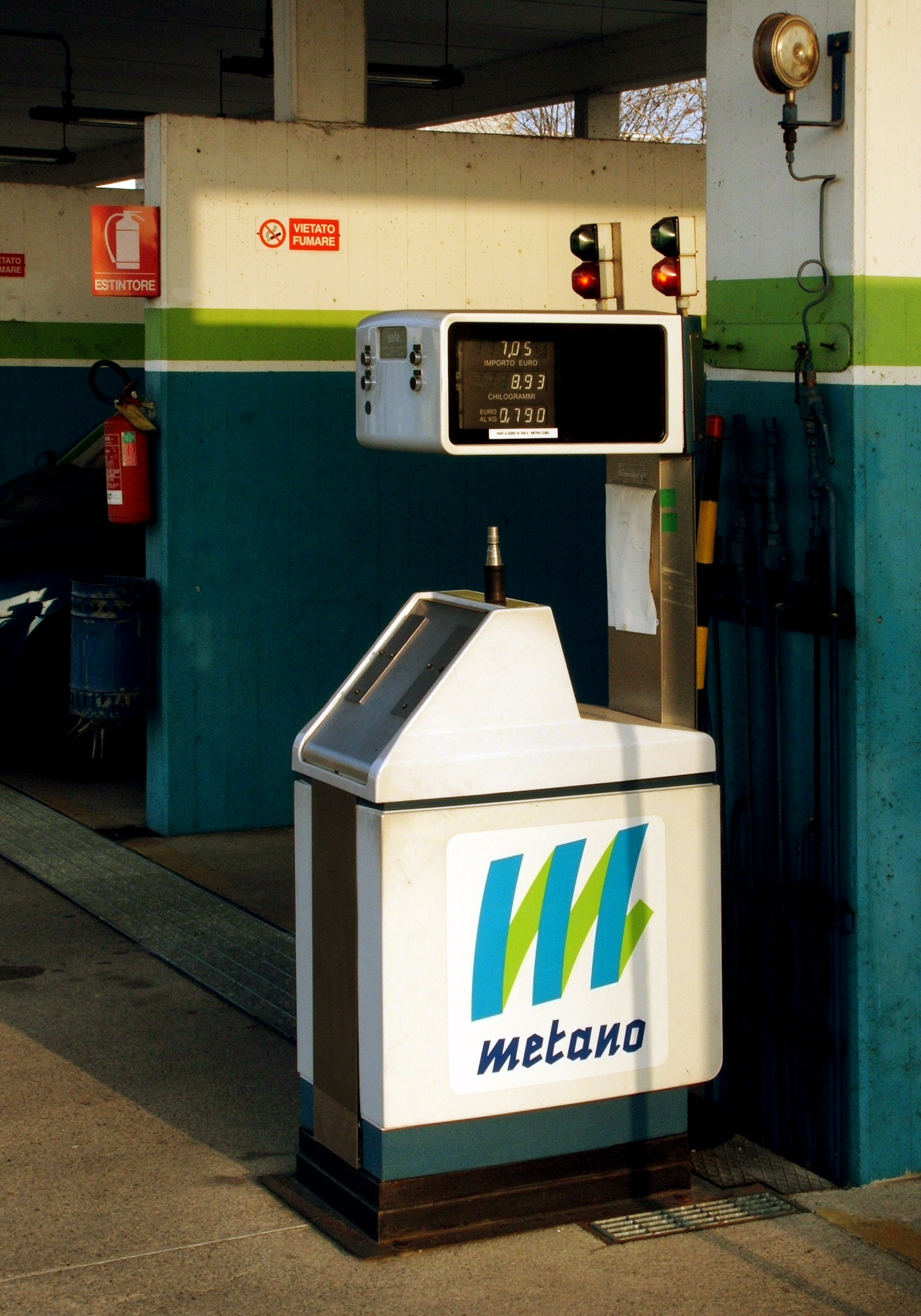
Pompe fournissant du méthane (Italie).

Le gaz renouvelable de synthèse peut être utilisé dans des moteurs et/ou des véhicules fonctionnant au gaz, par exemple, ou, sous forme de méthane, il peut être injecté dans les réseaux de gaz naturel pour alimenter les usages traditionnels du gaz : cuisson, chauffage, eau chaude sanitaire.

## Installations de Power to gas

### Exemple d'Audi
Audi a fait construire une installation de 6 MW électrique à Werlte, en Basse-Saxe, pour transformer le surplus d’électricité renouvelable en gaz de synthèse renouvelable, par méthanation. Le CO2 est lui-même renouvelable, puisqu’il provient de l'épuration du biogaz produit par méthanisation dans une installation voisine.

### Démonstrateur GRHYD dans la communauté urbaine de Dunkerque
Ce projet de démonstration GRHYD doit tester la transformation en hydrogène d’électricité non consommée au moment de sa production, avec injection d’hydrogène dans le réseau de gaz naturel d'un nouveau quartier et production d'hythane (mélange d’hydrogène et de gaz naturel) pour les bus GNV de la Communauté Urbaine de Dunkerque. Le projet doit évaluer et valider la faisabilité technique et la pertinence économique, sociale et environnementale d’une nouvelle filière énergétique composée d’un mélange d’hydrogène et de gaz naturel, ainsi que les synergies possibles entre les réseaux (d’électricité et de gaz), au service du développement des énergies renouvelables et d'éventuels nouveaux usages.
L'injection dans le réseau de gaz apporte de la flexibilité au système énergétique. Il facilitera l'intégration des énergies renouvelables intermittentes dans le mix énergétique. Le potentiel du Power-to-Gas est estimé par l'Ademe à 30 TWh/an, pour la France métropolitaine à l'horizon 2035.
Le projet GRHYD a été sélectionné dans le cadre de l’Appel à manifestation d'intérêt (AMI) « Programme démonstrateurs et plates-formes technologiques en énergies renouvelables et décarbonées et chimie verte : partie Hydrogène et piles à combustible » lancé par l’Ademe. Il réunit une douzaine de partenaires français, coordonnés par Engie (ex-GDF Suez, au centre de recherches Engie Lab Crigen), dont le CEA, le Centre technique des industries aérauliques et thermiques (CETIAT), l’Ineris, Areva H2Gen (qui produit les électrolyseurs), McPhy (spécialiste des équipements utilisant l'hydrogène), Engie Inéo (pour la connectivité), GNVert (filiale d'Engie commercialisant du gaz naturel véhicule), GRDF, la communauté urbaine de Dunkerque et la STDE (Société des transports de Dunkerque et extensions). C'est l’une des initiatives françaises les plus importantes en matière d’hydrogène et de power-to-gas. Lancée en 2014, elle s’inscrit dans le cadre de la stratégie de la troisième révolution industrielle (TRI) de la région Nord-Pas-de-Calais (reprise par la région Hauts-de-France, avec le soutien de l'Ademe) pour contribuer notamment à réduire les émissions de gaz à effet de serre (objectifs de –20 % pour la France à l'horizon 2020).
Il est labellisé par le pôle de compétitivité Tenerrdis (spécialisé dans la [transition énergétique]). En 2018, il contribue aussi au Plan hydrogène lancé le 1er juin 2018 par Nicolas Hulot.
L’investissement est de quinze millions d'euros (soit le prix d’un très grand rond-point), GRHYD a demandé six années d'études et de demandes d'autorisations.
Deux démonstrateurs sont mis en œuvre :
- un démonstrateur sur les transports : le projet de carburant Hythane à échelle industrielle. Une station de bus Gaz naturel pour véhicules (GNV) sera adaptée au mélange hydrogène-gaz naturel, à hauteur de 6 % d’hydrogène et ensuite jusqu’à 20 %. Au total, une flotte d’une cinquantaine de bus fonctionnera avec ce mélange hydrogène-gaz naturel ;
- un démonstrateur sur l'habitat : une chaufferie dans un nouveau quartier d’environ deux cents logements sera alimenté par un mélange d’hydrogène et de gaz naturel, dans des proportions d’hydrogène variables ne dépassant pas 20 % en volume, à Cappelle-la-Grande. La production s’appuiera dans ce cas sur les énergies renouvelables (électricité éolienne), injectées dans le réseau électrique. 
Les excédents serviront à produire de l'hydrogène, stocké et distribué selon les besoins[16].

Un ensemble de trois containers (inaugurés en juin 2011) traitent respectivement l’étape d’électrolyse, du stockage et de l'injection dans le réseau. Ici l'hydrogène alimentera la chaufferie d’un centre de soins durant deux ans. En 2019, le pilote atteint son maximum de capacité.

### Plateforme MINERVE à Nantes
Le démonstrateur MINERVE de l’AFUL Chantrerie (Association Fédératrice des Utilités Locales) vise à promouvoir le développement de solutions énergétiques d'avenir auprès d'élus, d'entreprises et plus généralement de la société civile. Il a également pour objectif d'expérimenter d'autres réacteurs, catalyseurs…
Le méthane de synthèse produit (0,6 Nm3/h) est valorisé comme carburant GNV et comme combustible dans les chaudières de la chaufferie de l’AFUL Chantrerie. L'installation a été conçue et réalisée par la PME française Top Industrie, avec l'appui de Leaf. Elle a été réceptionnée en novembre 2017 dans les performances attendues : 93,3 % de CH4. Ce projet a été soutenu par l’Ademe et le FEDER-région Pays de la Loire, ainsi que par plusieurs autres partenaires : Conseil départemental de Loire-Atlantique, Engie-Cofely, GRDF, GRTGaz, Nantes-Métropole, le Sydela et le Sydev[réf. nécessaire].

### Démonstrateur Jupiter 1000 à Fos-sur-Mer
Le projet de démonstration Jupiter 1000, raccordé au réseau de transport de gaz naturel le 20 février 2020, vise à valoriser des surplus d’électricité renouvelable et à recycler du CO2.
Alors qu’une vingtaine de démonstrateurs fonctionnent déjà en Europe, notamment en Allemagne, Jupiter 1000, d’une puissance de 1 MWe, situé dans la zone industrialo-portuaire de Fos-sur-Mer, est la première installation à cette échelle de production en France. La production d'hydrogène est assurée par deux électrolyseurs de technologies différentes à partir d’énergie 100 % renouvelable. Le démonstrateur fait appel à une technique de méthanation innovante. Le CO2 nécessaire est capté sur l'usine sidérurgique voisine d'Ascometal.

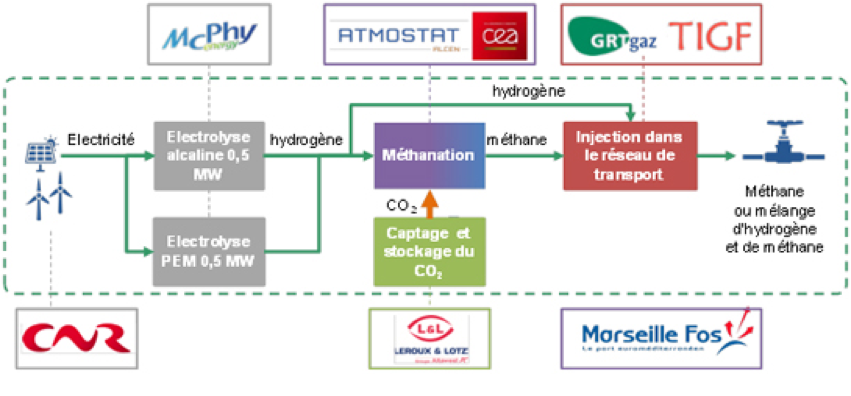
Démonstrateur Power-to-Gas Jupiter 1000.

Coordonné par GRTgaz et réalisé en collaboration avec le Grand port maritime de Marseille, Jupiter 1000 mobilise des partenaires français aux compétences complémentaires : McPhy Energy pour l’électrolyse, Atmostat pour le méthaneur, Leroux et Lotz Technologies pour le captage de CO2, le CEA pour la R&D, la Compagnie nationale du Rhône (CNR) fournissant l’électricité renouvelable et assurant la conduite à distance de l’installation, et GRTgaz et TIGF gérant l’injection dans les réseaux de gaz. GRTgaz assure par ailleurs l’ingénierie et l’intégration d’ensemble, puis à terme l’exploitation du site.
Le coût du projet s’élève à 30 M€, dont près des deux tiers apportés par les partenaires industriels et un tiers financé par le Fonds européen de développement économique et régional (FRDER) et par des subventions de l’État (investissements d'avenir confiés à l’Ademe) et de la Région Provence-Alpes-Côte d'Azur.

### Plateforme MYRTE en Corse
La plateforme MYRTE est un projet de conversion d'électricité en gaz visant à augmenter l'autonomie énergétique des régions. En effet, le réseau électrique corse est un réseau insulaire : de petite dimension, sensible aux variations de production, limité en capacité de nouveaux moyens de production, avec une forte augmentation de la demande en électricité. La plateforme MYRTE permet ainsi un couplage entre un champ photovoltaïque et un moyen de stockage à l'hydrogène. Le rendement global de l'installation est de l'ordre de 40 %, il est prévu de réutiliser la chaleur dégagée par l'électrolyseur et la pile à combustible pour atteindre les 70 %.

### Projet TotalEnergies-TES
TotalEnergies s'associe le 31 mai 2023 à la société belge TES pour lancer une usine de production de méthane de synthèse à grande échelle aux États-Unis, par combinaison d'hydrogène vert et de CO2. D'une capacité de production de 100 000 à 200 000 tonnes par an, ce projet sera détenu à parts égales par les deux partenaires et opéré par TotalEnergies. Ce gaz de synthèse permettrait d'utiliser, sans aucune modification, toutes les infrastructures de transport du gaz existantes et de décarboner les installations de chauffage urbain ou de nombreux procédés industriels qui utilisent du gaz, sans modifier les usines ni les modes de production. Mais, malgré les subventions obtenues en vertu de la Loi sur la réduction de l'inflation, cet « e-gaz » revient environ trois fois plus cher à produire que du gaz naturel.

## Chiffres clés et perspectives en France

### Chiffres clés
Le potentiel de développement de la conversion d'électricité représente une solution d'avenir, selon l'ADEME, pour stocker l’électricité intermittente d’origine renouvelable.
Technologie pleinement opérationnelle en France à l’horizon 2030, le procédé ne représente pas de rupture technologique, ni de besoin de développer de nouvelles infrastructures de transport électricité (investissements évités), grâce au stockage dans les réseaux denses et sûrs de gaz naturel, ce qui permet également de renforcer la sécurité d’approvisionnement en gaz. Il offre en revanche :
- une capacité de stockage de l’électricité renouvelable pouvant atteindre 2 TWhPCS sous forme de biométhane de synthèse en 2030 ;
- une capacité de stockage de l’électricité renouvelable comprise entre 14 et 46 TWhPCS sous forme de biométhane de synthèse en 2050 ;
- en 2050, les besoins de CO2 pour la méthanation pourraient être entièrement satisfaits par des sources de CO2 renouvelables (méthanisation et gazéification de biomasse) ;
- en 2050, les installations de PtG pourraient également permettre de co-produire entre 5 et 18 TWh de chaleur et entre 3 400 et 11 700 kt d’oxygène.

Avec un taux de pénétration des énergies renouvelables électriques supérieur à 50 % en 2050, le power-to-gas permettrait de produire entre 20 et 30 TWh/an de gaz renouvelable injectable dans les réseaux existants, s’imposant comme une solution de stockage des excédents de longue durée.

### Perspectives
À court/moyen terme : l’hydrogène se présente, en incorporation dans le réseau de gaz dans des proportions maîtrisées et en usage direct sur des marchés de niche (via des piles à combustible notamment), comme une voie de valorisation d’excédents de production d’électricité renouvelable importants.
Dans le cas où le projet GRHYD démontrerait de grandes difficultés pour les réseaux existants à acheminer de l’hydrogène pur en mélange avec le gaz naturel, une transition vers la production de méthane de synthèse permettrait de lever toutes les limites techniques liées à l’injection et de donner ainsi accès aux stockages souterrains de très grande capacité. La méthanation peut également apporter une contribution significative au déploiement massif du gaz renouvelable vers des usages tels que la mobilité ou la chaleur qui apparaissent difficiles à décarboner.
En parallèle de ces développements dans le domaine énergétique, et dès à présent, des potentialités de substitution existent dans les usages industriels de l’hydrogène qui représentent environ un million de tonnes par an. En particulier, des usages diffus, de faibles volumes pourraient d’ores et déjà être alimentés par de l’hydrogène produit par électrolyse.
Ces potentiels de substitution représentent un enjeu technique et économique pour le power-to-gas, mais également des enjeux en ce qui concerne la réduction des émissions de gaz à effet de serre.

### Politique de la France
La programmation pluriannuelle de l'énergie (PPE) prévoit la mise en service de un à dix démonstrateurs d'ici à 2023 et de dix à cent d'ici à 2028, avec une contribution publique aux investissements de 50 M€/an sur trois ans.